# Кандалиха
Кандалиха — упразднённая деревня в Александровском районе Владимирской области России.

## География
Урочище находится в северо-западной части области, в зоне хвойно-широколиственных лесов, на правом берегу реки Малый Киржач, к востоку от автодороги 17Н-123, на расстоянии примерно 19 километров (по прямой) к северо-востоку от города Александрова, административного центра района.

### Климат
Климат характеризуется как умеренно континентальный, с умеренно тёплым летом, холодной зимой, короткой весной и облачной, часто дождливой осенью. Среднегодовая температура воздуха — +3,4 °C. Годовое количество атмосферных осадков — 549 миллиметров, из которых большая часть выпадает в тёплый период.

## История
В «Списке населенных мест Владимирской губернии по сведениям 1859 года» населённый пункт упомянут как деревня Александровского уезда, расположенная при реке Малый Киржач, в 19 верстах от уездного города. В деревне насчитывалось 14 дворов и проживало 108 человек (48 мужчин и 60 женщин).
По состоянию на 1905 год, в Кандалихе имелось 18 дворов и проживало 112 человек. В административном отношении деревня входила в состав Андревско-Годуновской волости.
В советское время входила в состав Годуновского сельсовета Александровского района (в период с 1941 до 1965 годы — в составе Струнинского района). Упразднена решением облисполкома № 773 от 26 июня 1974 года как фактически не существующая.